# Параллельный импорт
Паралле́льный и́мпорт — ввоз в страну товаров без согласия правообладателя товарного знака, то есть «параллельно» официальному импорту таких товаров через дилеров, уполномоченных правообладателем.
Такие товары часто называют товарами «серого рынка». Правовое регулирование данного вопроса неодинаково в различных государствах.

## Общие принципы
Многие государства применяют к товарным знакам принцип исчерпания исключительного права (также известный как доктрина первой продажи), который означает возможность свободного оборота товаров, на которых нанесены товарные знаки, если они первоначально были введены в оборот самим правообладателем или с его согласия. При этом существуют различные виды (режимы) исчерпания исключительного права — международный, региональный или национальный.
Международный принцип означает, что исчерпание прав интеллектуальной собственности на товарный знак наступает после первой продажи товара в любой стране мира. После этого товар можно перепродавать, не спрашивая разрешения у правообладателя. То есть применение международного принципа и означает разрешение параллельного импорта.
Региональный принцип означает, что исчерпание прав интеллектуальной собственности на товарный знак наступает после первой продажи товара лишь в какой-либо из стран, входящих в то или иное интеграционное объединение.
Национальный принцип означает, что исчерпание прав интеллектуальной собственности на товарный знак наступает лишь после первой продажи товара в данной стране.
В статье 6 Соглашения по торговым аспектам прав интеллектуальной собственности от 15 апреля 1994 года (ТРИПС) указано, что государства — члены ВТО пользуются свободой усмотрения в отношении того, какого принципа исчерпания прав они будут придерживаться.
Сторонники разрешения параллельного импорта считают, что его легализация способствует конкуренции, снижению цен, а также позволяет потребителям приобрести иностранные товары в более сжатые сроки.
Противники же разрешения параллельного импорта заявляют, что параллельный импорт лишает правообладателя возможности осуществлять должный контроль за качеством ввезённой в страну продукции и её соответствием требованиям безопасности, что может нанести ущерб репутации соответствующего бренда.

## США
В США судебной практикой была выработана так называемая доктрина первой продажи, согласно которой перепродажа оригинальных товаров не является нарушением, что реально означает применение международного принципа исчерпания прав на товарные знаки.
Однако из этого общего правила есть исключения. Например, действия третьих лиц по введению в оборот оригинальных товаров, предназначенных для других стран, могут быть признаны нарушением прав владельца товарного знака, если эти товары существенно отличаются от тех, что предназначены для продажи в США. При этом даже незначительные различия могут быть признаны существенными.
Также товар не может быть признан «подлинным», если он не изготовлен и не распространяется под контролем качества, установленным изготовителем (правообладателем). В связи с этим реализация товара с несоблюдением контроля качества, требуемого правообладателем, может быть признана нарушением.

## Европейский союз
В Европейском союзе действует региональный принцип исчерпания исключительного права, который был предусмотрен сначала в Директиве № 89/14/ЕЕС от 21.12.1988 о сближении законодательств государств-членов о товарных знаках, а затем — в Директиве Европейского Парламента и Совета ЕС № 2008/95/ЕС от 22.10.2008 и Директиве № 2015/2436 от 16.12.2015. Соглашением о Европейской экономической зоне от 01.01.1994 применяемый в ЕС режим регионального исчерпания был распространен на Норвегию, Исландию и Лихтенштейн.
Те товары, которые были выпущены на рынок в ЕС самим владельцем товарного знака или с его согласия, по общему правилу свободны к обращению на всей территории ЕС (EEA); владелец знака не вправе запретить его использование в отношении этих товаров. Однако это положение не применяется, когда у правообладателя существуют законные основания противодействовать дальнейшей коммерциализации товаров, особенно когда состояние товаров изменяется или ухудшается после того, как они были выпущены на рынок.
Например, в решении по делу Hoffmann-La Roche v Centrafarm Суд ЕС указал, что переупаковка третьим лицом оригинального товара затрагивает основную функцию товарного знака, призванную гарантировать идентичность происхождения продукта конечному пользователю, который должен быть уверен, что приобретенный продукт не подвергался несанкционированному воздействию, влияющему на его первоначальное состояние, и в связи с этим правообладатель товарного знака вправе запрещать распространение переупакованных товаров. Условия допустимости переупаковки товара были затем уточнены при рассмотрении дела Bristol-Myers Squibb and Others v. Paranova.

## Россия
В России в конце 2002 года были внесены изменения в статью 23 Закона России «О товарных знаках, знаках обслуживания и наименованиях мест происхождения товаров», которые установили национальный принцип исчерпания права. Этот принцип закреплён также в статье 1487 Гражданского кодекса России.
На основании соответствующих межгосударственных договоров маркированная товарным знаком продукция, введенная в гражданский оборот на территории какого-либо государства ЕАЭС непосредственно правообладателем или с его согласия, может свободно обращаться на всей территории ЕАЭС. При этом импорт продукции с товарным знаком на территорию ЕАЭС из государства, не входящего в него, должен осуществляться только с разрешения правообладателя товарного знака. То есть реально применяется региональный принцип исчерпания исключительного права на товарный знак.
Судебная практика оставалась неоднозначной. Например, решением Президиума Высшего Арбитражного Суда Российской Федерации от 3.02.2009 было отказано ООО «Порше Руссланд», владеющему лицензией на использование в России товарных знаков Porsche и Cayenne, в конфискации автомобиля Porsche Cayenne S, который был ввезен компанией «Генезис», не являвшейся официальным дилером Porsche (дело ВАС-10458/2008).
Важным изменением стало постановление Конституционного суда России № 8-П от 13 февраля 2018 года. Оно касалось следующей ситуации. ООО «ПАГ» подписало государственный контракт на поставку в медицинское учреждение партии специальной бумаги марки «Sony» для аппарата УЗИ. Данную бумагу ООО «ПАГ» приобрело у сторонней польской компании и ввезло в Россию. Но таможенное оформление груз пройти не успел, так как был арестован по решению арбитражного суда, принятому по иску компании «Sony Corporation». Также с ООО «ПАГ» было взыскано 100 000 руб. в качестве компенсации, а товар был конфискован. Эти решения были оставлены в силе апелляционной и кассационными судебными инстанциями, после чего ООО «ПАГ» обратилось в Конституционный суд.
Конституционный суд принял решение, которым, с одной стороны, было подтверждено действие в России регионального принципа исчерпания исключительного права на товарный знак, но с другой стороны, КС России указал, что суды вправе отказать полностью или частично в применении санкций в отношении параллельного импорта конкретной партии товара в тех случаях, когда из-за недобросовестности поведения правообладателя товарного знака запрет параллельного импорта может создать угрозу для жизни и здоровья граждан, иных публично значимых интересов (например, в случае ограничения ввоза в Россию жизненно важной продукции или в случае завышения цен на российском рынке по сравнению с другими рынками). Кроме того, было указано, что следование правообладателя товарного знака режиму санкций против России, установленному каким-либо государством «вне надлежащей международно-правовой процедуры», может также рассматриваться как недобросовестное поведение. КС России указал, что изъятие из оборота и уничтожение параллельно импортированных товаров допустимо лишь в случае их ненадлежащего качества и (или) для обеспечения безопасности, защиты жизни и здоровья людей, охраны природы и культурных ценностей.
29 марта 2022 года в связи с началом вторжения России в Украину и последовавшими за этим санкциями и бойкотом Правительство России приняло постановление № 506, согласно которому разрешается ввоз в страну востребованных оригинальных товаров иностранного производства без согласия правообладателей. Перечень таких товаров сформирован Минпромторгом.
28 июня 2022 года В. В. Путин подписал закон о параллельном импорте. Закон освобождает компании, занимающиеся «серым импортом», от уголовной и административной ответственности.
В декабре 2023 года было объявлено о продлении действия параллельного импорта на 2024 год, при этом его номенклатура будет уменьшаться в связи с тем, что российские компании «выходят на заданные объемы» продукции. Раннее первый вице-премьер России Андрей Белоусов сообщил, что за 2022-2023 годы в РФ по параллельному импорту было завезено продукции на сумму более 70 млрд долларов.